# Benten Label
Benten Label es un sello discográfico japonés con sede en Tokio y creado en 1994 por Audrey Kimura. Está centrado en bandas femeninas de punk rock, oi!, garage rock, noise rock y otros géneros similares.
Como promoción para sus bandas en el mercado estadounidense, Benten, con la participación de SXSW Asia Rep, organiza desde 1996 diversas giras por el país (similares a las Wild Wacky Parties del 2004 en Japón), llamadas Japan Girls NIte. En estos años han participado más de 60 grupos en las Japan Girls Nite, entre los que se encuentran, aparte de los grupos de la propia discográfica, otros de la misma escena o amigos del sello, como Asakusa Jinta, GO!GO!7188, The Emeralds y otros.
En 1997, a través de un acuerdo con las majors japonesas Nippon Crown y Fuji Pacific Music, se creó la subdivisión Sister Records, encargada de distribuir a dos de las bandas más punteras del sello, Lolita No. 18 y Petty Booka.

## Bandas
Entre los grupos y artistas que han editado en el sello se encuentran:
- Brain Failure
- Bu☆Li
- Candy Eyeslugger
- Hang On The Box
- Last Target
- Lolita No. 18
- Mummy the Peepshow
- Nonstop Body
- O*N*T*J
- Petty Booka
- Red Bacteria Vacuum
- Soap Land Momiyama
- Titan Go King's
- Tsu Shi Ma Mi Re

## Enlaces
- Página oficial en inglés

- Datos: Q7531086